# Привидение (мюзикл)
Привидение (англ. Ghost: The Musical) — мюзикл Дэйва Стюарта, Глена Балларда и Брюса Джоэла Рубина.
Основан на одноимённой романтической драме. Мировая премьера спектакля состоялась в Manchester Opera House 28 марта 2011 года, где показы продолжались до 14 мая 2011 года. Затем 19 июля 2011 года состоялась премьера в лондонском театре Piccadilly Theatre в Вест-Энде. Предварительные показы начались с 22 июня 2011 года.

## Сюжет
Счастливая совместная жизнь Сэма и Молли только начинается: долгожданный переезд в новую квартиру, приятные семейные хлопоты, планы… Но в один вечер всё круто меняется: на влюблённых нападает грабитель и убивает Сэма. Его душа застревает между миром живых и мёртвых, ведь он узнаёт, что ограбление и убийство были подстроены, и теперь Молли угрожает смертельная опасность. Отныне Сэм — Привидение, которому во что бы то ни стало надо защитить свою любимую и наказать преступников. Ему на помощь приходят призраки из иного мира и медиум-мошенница Ода Мэй Браун. Но поверит ли им Молли?

## Постановки
Мировая премьера мюзикла состоялась 28 марта 2011 года в Manchester Opera House, Манчестер, где спектакль шёл до 14 мая 2011 года. Режиссёр шоу — обладатель «Тони» Метью Вархус. Дизайнер — Роб Хауэлл, хореограф — Эшли Уоллен.
19 июля 2011 года состоялась премьера в Вест-Энде, а 23 апреля 2012 года мюзикл «Привидение» впервые был представлен на Бродвее. За время существования лондонская и бродвейская постановки получили множество престижных театральных наград и номинаций, в том числе премию «Драма Деск» и Outer Critics Circle Award, а также номинации на премии Лоренса Оливье и «Тони».
Российская постановка была осуществлена театральной компанией «Стейдж Энтертейнмент». С 7 октября 2017 года по 23 июня 2018 года в театре МДМ в Москве был показан 231 спектакль.

## Роли и исполнители
- Ричард Флишмен — Сэм Уит
- Кэйсси Леви — Молли Дженсен
- Шарон Д. Кларк — Ода Мэй Браун
- Эндрю Лангтри — Карл Брюнер
- Иван де Фрейтас — Вилли Лопес
- Адебайо Болаи — привидение из метро
- Марк Пирс — привидение из больницы
- Лиза Давина Филипп — Клара
- Дженни Фицпатрик — Луиза

### В российской версии
- Сэм — Павел Лёвкин, Андрей Бирин
- Молли — Галина Безрук, Юлия Ива[к. 1]
- Ода Мэй — Марина Иванова
- Карл — Станислав Беляев, Иван Коряковский
- Вилли — Александр Суханов
- Привидение из подземки — Дмитрий Янковский
- Больничное привидение, Фергюссон — Игорь Портной
- Клара — Юлия Ива
- Луиза — Галина Шиманская

## Музыкальные номера
| Акт I - Here Right Now (Сэм, Молли, Карл) - Unchained Melody (Сэм) - More (Сэм, Карл, хор) - Three Little Words (Сэм и Молли) - Ball of Wax (Сэм, Привидение из больницы, хор) - Are you a Believer? (Клара, Луиза, Миссис Сантьяго, Ода Мей) - With You (Молли) - Suspend my Disbelief/ I had a Life (Молли, Карл, Сэм, хор) | Act II - Rain/Hold On (Молли, Сэм, хор) - Life Turns on a Dime (Карл, Молли Сэм) - Focus (Привидение из метро) - Talkin’ Bout a Miracle (хор) - Nothing Stops Another Day (Молли) - I’m Outta Here (Ода Мей, хор) - Unchained Melody (reprise)/Finale (Сэм и Молли) |